# Edna Mae Burnam
Edna Mae Burnam, née le 15 septembre 1907 à Sacramento et morte dans la même ville le 27 avril 2007, est une compositrice et éducatrice musicale américaine, connue pour ses exercices au piano A Dozen a Day. Elle est une référence en pédagogie musicale.

## Biographie
Né à Sacramento en 1907, Edna Mae Burnam commence l'étude du piano à l'âge de sept ans, en prenant des leçons de sa mère. Elle s'en va ensuite à l'University of Washington and Chico State Teacher's College à Los Angeles où elle effectue une majeure en piano. Elle vend en 1935 une de ses compositions, The Clock That Stopped, à un éditeur pour 20 $ (USD), une de ses plus anciennes compositions encore en vente aujourd'hui. En 1937, Burnam signe un contrat de redevance avec la Willis Music Company, basée à Florence au Kentucky, le début d'une longue et bénéfique association pour elle. Burnam envoie à Willis Music une innovante série de courts petits échauffements au piano en 1950. Elle dessine des bonhommes allumettes aux emplacements où elle désire que Willis ajoute des illustrations et icônes, bonhommes allumettes qui deviendront l'emblème de sa série A Dozen a Day, qui s'est vendue à plus de 25 millions d'exemplaires à travers le monde. 
Plus tard, la créatrice de l’iconique séries d'échauffements poursuit la publications d'ouvrages d'apprentissage avec sa série Step by Step Piano Course, où les rudiments de la musique sont enseignés dans un ordre logique, dans un but visant un apprentissage graduel et solide. Burnam a de plus composé plusieurs centaines de pièces et d'autres compositions au piano, souvent inspirées de sujets fantaisistes ou de ses voyages à travers le monde. Même après sa mort, ses exercices d'apprentissage au piano sont toujours imprimés et vendus par Willis Music,. Elle accorde une interview à la NAMM (National Association of Music Merchants) le 14 juillet 2003 et meurt paisiblement à l'âge de 99 ans le 27 avril 2007.

## Ouvrages pédagogiques
- Série A Dozen a Day :
  - Preparatory Book
  - Mini Book
  - Book 1
  - Book 2
  - Book 3
  - Book 4
  - Play with Ease in Many Keys[4]
- Step by Step Piano Course : six cahiers
- Write It Right : six cahiers
- Pieces to Play : six cahiers
- Theory Papers : trois cahiers